# 体内稳态
體內恆定又称體內穩態、体内平衡、内环境平衡，是在一定外部环境范围下，正常机体内环境藉由自身的调节机制（如体液、神经、免疫系统的调控），使其内各种成分、理化性质、生理过程、组织器官系统功能，以及体温和姿势等保持相对动态平衡的特性或状态。英语 homeostasis 源自古希腊语 ὅμοιος（hómoios，similar or the same，相似或相等）及 στάσις（stásis，standing or state，地位或状态）。
体内稳态另有许多异名或简称，如：恆定狀態、恆定性、稳态、恒定，但这些名称并不限于生物体内，其相对应的英语可为 steady state，且在生物学中含义可以扩大到生态系统的层面，指生态系统在面对变化着的外部条件变化保持其系统内部平衡状态的倾向。
器官與器官之間必須經由調整和監管機制保持平衡，才能使整個基體的正常運作。在人類，體內平衡包括以下的內容：
| 性質       | 主要相關器官   | 重要性                                                     |
| ---------- | -------------- | ---------------------------------------------------------- |
| 溫度       | 皮膚、肌肉     | 確保酶在適宜的環境工作                                     |
| 葡萄糖濃度 | 腎上腺、胰、肝 | 維持肌肉、腦部活動                                         |
| 水份       | 腎             | 維持身體的水潛能和滲透壓平衡，保持細胞能正常運作           |
| 礦物質     | 腎、皮膚       | 維持身體的水潛能及電解質和水的比例平衡，保持細胞能正常運作 |
| 酸鹼度     | 血液、肾、肺   | 維持体液的酸鹼值恒定，保持細胞能正常運作                   |

## 溫度的恆定性
溫度過高時，血管擴張、流汗、食慾下降。
溫度過低時，血管收縮、肌肉顫抖、食慾增加。

## 水的恆定性
水的恆定由神經系統與內分泌系統共同調節。
神經系統：水分過少時，血液滲透壓升高，會刺激下視丘的口渴中樞，產生口渴感覺和喝水行為，增加水的攝取量。
內分泌系統：控制下視丘的神經細胞分泌抗利尿激素ＡＤＨ（血管加壓素），存於腦垂腺後葉，需要時才由腦垂腺後葉釋放至血液中，
可提高腎小管與集尿管對水的通透性，增加水分再吸收，減少水分排出。另外，氣溫過低時、喝酒時、泡湯時皆會抑制釋放，增加排尿。

## 體液的恆定性
體液為生物體內的水與溶於其中物質的合稱，是生物體進行生理活動的內在環境，正常人類體液ｐＨ值為7.35~7.45，呈弱鹼性。
體液分為細胞內液及細胞外液，細胞內液佔三分之二，細胞外液以血漿與組織液為主，佔三分之一。
人在代謝過程中會產生大量的酸性物質，人體可藉由肺臟排出二氧化碳、血液的酸鹼緩衝作用與腎臟的調節三種方式來維持體液酸鹼恆定。
(一)肺臟藉呼吸作用排出酸性物質二氧化碳
(二)血液具有許多緩衝劑，如碳酸氫根{\displaystyle {HCO_{3}}^{-}}、磷酸氫根{\displaystyle {HPO_{4}}^{2-}}、血漿蛋白、血紅素等蛋白質及胺基酸控制著血液酸鹼
(三)腎臟利用腎小管的管壁細胞分泌氫離子{\displaystyle H^{+}}並再吸收鈉離子與碳酸根離子來維持血液正常的pH值

## 電解質的恆定性
受醛固酮，心房排鈉鈦兩種激素間接調控

## 重要性及運作的原理
體內平衡以負反饋機制運作。所謂負反饋機制，即當某一個條件增加時，身體便會作出抵抗該變化的行為。譬如：
- 運動令體溫上升則流汗——汗水蒸發能降低溫度。
- 飯後，消化所得的葡萄糖進入血液，濃度高於正常水平。胰臟分泌更多胰島素，促使肝將葡萄糖轉為糖原，以降低葡萄糖濃度。
- 體內鹽份濃度過高時，體內的水份會被儲存起來，可能會形成水腫。

## 恆定狀態失調
內在平衡一旦受到破壞，就會影響生物個體，從而發生衰老和病變。例如人類的體溫能維持在37度左右不會往下掉、身體內血液中的葡萄糖能一直獲得補充，是因為生物體為維持體內的恆定，透過改變行為或調節機制使身體達成平衡。
恆定狀態可能受內外因素產生變動，不同因素對生物體所產生的作用，則和接觸的方式、吸取的劑量、物質種類有關。有害的毒化物質對生體之恆常狀態破壞，生物體會降低效率，導致內部功能受損，增加疾病的風險，輕者經過治療或隨著時間的流逝而消失。這時候調節內部環境負反饋機制就能恢復原本的平衡。但如果超出身體的負荷和外在因素所引發的疾病或殘留的毒素仍在，可能會使身體功能永久的喪失。

## 毒化物中毒

### 急性中毒
短時間之內會出現症狀，其毒性的部位大多為神經系統及循環系統之作用最先出現。例如瞬間大量喝酒，造成血液中酒精濃度急速上升，會引起呼吸困難等危險，酒精濃度更高則會休克死亡

### 慢性中毒
身體長時間暴露在致病源裡導致有毒物質在體內積聚，器官功能性障礙及遺傳、突變、癌變、畸胎等多種中毒效應，常出現在工作職業場所。
或者是長期攝取有毒物質，使用一段時間後，引起急性中毒之症狀，例如多氯聯苯的米糠油中毒事件。。
- 特殊案例

最著名的例子是烏克蘭車諾比核電廠在1986年發生爆炸事件，雖然沒有爆炸破壞的程度，但只要有輻射外洩事故，週遭的城市、住家都會受到嚴重的輻射汙染，只能等它自然衰變。
健康影響：黑海居民罹患的癌症型態以甲狀腺癌和血癌最為普遍，而這兩種癌症主要病因也與核能輻射線有密切關係。

## 内稳态
内稳态是生物学的一个定义。表示生物维持自身内部相对稳定的状态。

### 定义
内稳态是生物学的一个定义，属于稳态的一种。表示生物通过神经-体液-免疫系统协同工作而维持的一种自身内部相对（动态）稳定的状态。

### 实现
内稳态主要通过神经系统、内分泌系统和免疫系统的调节来维持。